# South Asian Football Federation
South Asian Football Federation (bengali: দক্ষিণ এশীয় ফুটবল ফেডারেশন, nepali: दक्षिण एसियाली फुटबल संघ, tamil: தெற்காசிய கால்பந்துக் கூட்டமைப்பு) även känt som SAFF, är sydasiens fotbollsförbund och grundades 1997 och är ett av AFC:s fem regionala fotbollsförbund. SAFF är det näst äldsta regionala förbundet i asien (bara AFF, sydöstasiens fotbollsförbund är äldre).

## Medlemmar
- Bangladesh
- Bhutan
- Indien
- Maldiverna
- Nepal
- Pakistan
- Sri Lanka

Tidigare medlem
- Afghanistan (2005–2015) – lämnade för att grunda CAFA, centralsiens fotbollsförbund.

## Turneringar
SAFF anordnar ett par regionala turneringar
- Sydasiatiska mästerskapet i fotboll för herrar (U15 ·  U18)
- Sydasiatiska mästerskapet i fotboll för damer (U15 ·  U18)
- Fotboll vid sydasiatiska spelen (damer och herrar)